# Крок (телесеріал)
«Крок»«Кадам» (рос. «Шаг») — Узбецька мелодрама режисера Бахтиёр Сафаров, адаптація Серіалу Мадина Йулдошева «Шаг». У головних ролях МухаммадАли Алиев і Камила Гимандинова. Серіал приніс в прокаті в Узбекистані більше 850 мільйонів сомів.

## Синопсис
Серіал «Кадам» про людей, які не терплять змін у сформованому укладі життя та пригод долі, які може подарувати нам саме життя.

## Створення
У вересні 2019 року, перед початком роботи над серіалом «Кадам» в Ташкенті, почалася робота над сценарієм серіалу «Кадам», присвячена обговоренню ідейної інтерпретації та сценарію фільму, а також почався процес підбору акторів.
Зйомки серіалу довірили кінокомпанії "Sevimli". У серіалі знялися відомі узбецькі актори і молоді артисти.
Атмосферу того часу відродили на місці Sevimli телекінотеатру. На деякий час творча команда Убека охопить 50 гектарів ландшафту. Обстежено 20 будинків у 50 кабінетах і журналах.

## У ролях
- Мухаммадали Алиев - Алий
- Камила Гимандинова - Кумуш
- Хуршида Арабшоева
- Аббос Ибрагимов
- Жахонгир Тешабоев
- Жахонгир Маликов
- Мухаммаджон Эгамбердиев
- Сардор Гаппаров
- Нодира Мухмудова
- Мираваз Солихов
- Барчин Гафурова
- Азиза Халилова

## Постпродакшн
Музыку к фильму «Шаг» написал Ягзон Звукорежиссер Якзон. Звуковой дизайн Якзон. 
Комплекс звукового пост-продакшн компании СинеЛаб Dolby Digital 5.1. Генеральным продюсером выступил Фирдавс Фридунович.

## Нагороди та номінації
У 2020 році фільм номінувався на премію Sevimli TV Movie Awards у 10 категоріях: 
- Кращий серії
- Найкраща чоловіча роль (Мухаммадали Алиев)
- Найкраща жіноча роль (Камила Гимандинова)
- Кращий лиходій (Жахонгир Маликов)
- Прорив року (Жахонгир Тешабоев)